# Tour Sigma
La tour Sigma est un projet de tour situé au 13 et 13bis avenue Albert-1er dans le quartier de la gare de Dijon. Elle sera réalisée par le groupe Arte Charpentier et NM Architectes ainsi que la filiale de développement immobilier de Bouygues Construction « Linkcity Nord-Est ».

## Historique
Initialement « Tour Mercure », un immeuble de bureaux construit en 1974 par H. Favre et classé alors Immeuble de grande hauteur. La tour était composée de deux bâtiments : un de 11 étages et un de deux organisés autour d’un patio.

## Le projet
Le projet consiste en la réhabilitation de la tour Mercure, rebaptisée tour Sigma pour un budget de 24 millions d'euros. Ce programme tertiaire, sera sorti de son statut d'IGH en passant de 11 à 9 étages mais conservera son volume de grande hauteur par l'incrémentation de jardins suspendus . Les travaux de rénovation on commencés en avril 2019 .